# Canavalia brasiliensis
Canavalia brasiliensis är en ärtväxtart som beskrevs av George Bentham. Canavalia brasiliensis ingår i släktet Canavalia och familjen ärtväxter. Inga underarter finns listade i Catalogue of Life.